# 画角
画角（がかく、英: Angle of view, AOV）は画像が捉えた空間の範囲を角度で表したものである。
視野（英: Field of view, FOV）と区別なく使われることもある。ディスプレイにおける視野角（英: Viewing angle）とは異なる概念である。

## 概要
3次元空間を2次元平面へ写し取ることを投影という。そのなかでも空間の各点から視点へ飛ぶ光を平面で写し取る投影を透視投影という。透視投影は日常にありふれており、ヒトの目、カメラ、製図、絵描き、3DCGなどにおいて透視投影がなされている。写し取った平面（投影面）はその一部がウィンドウにより切り出される。この切り出された画像（投影図）がヒトの網膜像、写真、図面、絵画、ゲーム画面などに相当する。
3次元空間を2次元平面へ写し取りその一部を切り出して画像化しているため、画像に写っている空間は全体のうちの一部である。その空間がどの程度の大きさ・広さなのか記述するには物差しが必要である。その一つに角度がある。透視投影では全ての光が直進して視点へ集まるため、ウィンドウに収まるのはどの角度の光までかという物差しで空間の範囲を記述できる。このようにして画像が捉えた空間の範囲を角度で表したものが画角である。

## 分類
画角は画像の印象に強く影響するため、いくつかの角度範囲にしばしば分類される。以下はその一例である：
| 名称   | 英名           | 範囲目安 [°] | 出典        |
| ------ | -------------- | ------------ | ----------- |
| 超広角 |                | 90 ~         | [ 7 ]       |
| 広角   | 英: Wide-angle | 60 ~ 90      | [ 7 ]       |
| 標準   | 英: Standard   | 30 ~ 45 ~ 60 | [ 8 ] [ 9 ] |
| 望遠   | 英: Telephoto  | 10 ~ 30      | [ 9 ]       |
| 超望遠 |                | ~ 10         |             |

各範囲には特性があり、用途によって使い分けられる。以下はレンズに関する特性を含んだそれぞれの説明である。
望遠レンズは対象を拡大し、遠くのものを写すが、被写界深度が浅いため、ピントの合う範囲が狭い。逆に、広角レンズは被写体との距離を拡大して写す傾向があり、被写界深度が深いためピントの合う範囲が広い（パンフォーカス撮影に適する）。
また、広角レンズでは、被写体と正対していない場合に遠近法的な歪みが生じ易い。たとえば、建物を広角レンズで見上げるようにして撮影すると、建物が上にいくほど先細りになって写る。一方、標準レンズを使って同条件で撮影した場合、画角が狭いために画面に入る範囲が狭く、遠近法的な歪みが広角レンズほど生じない。
レンズが違えば、被写体を同じ大きさで撮影するには、被写体との距離を変えなければならないため、画角を変更することが間接的に遠近法的歪みも変化させ、被写体とその前景にあるものとの大きさの比も変化させる。
|  |  |
|  |  |

## カメラと画角
カメラはレンズをもつためレンズの特性によって画角が異なる。また、ズームレンズはレンズ交換無しで焦点距離 = 画角を機械的、光学的に連続して変化させることができる。あるレンズパラメータのときの画角は計算によって求められる。

### カメラの画角の計算
カメラの画角は以下の3要素から決定される。
1. 撮像面の寸法（例: 写真フィルムや光学センサの大きさ）
2. 写真レンズの焦点距離
3. レンズの歪みの度合い

画角は以下の3つの方法で測定される。
- 水平画角[10]（フレームの左端から右端まで）

- 垂直画角[10]（フレームの上辺から下辺まで）
- 対角線画角（フレームの一方の角から反対の角まで）

歪みのないレンズでは、画角 {\displaystyle \alpha } は上記の3ついずれかの寸法 {\displaystyle d} と実効焦点距離 {\displaystyle f} から次のように求められる。
{\displaystyle \alpha =2\arctan {\frac {d}{2f}}} 
実効焦点距離は通常、標準の焦点距離 {\displaystyle F} と同じであるが、接写では拡大率 {\displaystyle m} を考慮しなければならず、以下のような関係がある。
{\displaystyle f=F\cdot (1+m)}
対角線は、水平の寸法 {\displaystyle h} と垂直の寸法 {\displaystyle v} にピタゴラスの定理を適用して、次のように求められる。
{\displaystyle d={\sqrt {h^{2}+v^{2}}}}
例えば 35 mm のフルフレームにおいて対角線の寸法は {\displaystyle d={\sqrt {36^{2}+24^{2}}}=43.27\,\mathrm {mm} } となる。

### 主なレンズの画角

#### 35mm判カメラの焦点距離と画角
以下の表は、36mm×24mmフォーマットの35mm判フィルム一眼レフ（SLR）や、35mm判フィルムと同サイズのイメージセンサーを用いる35mmフルサイズデジタル一眼レフ（DSLR）用レンズの焦点距離と各画角を表にしたものである。
なお、35mmフルサイズデジタル一眼レフのイメージセンサーのサイズは、35mm判フィルムより若干小さい場合もあるが、無視できる範囲である。
| 焦点距離 (mm) | 14    | 20   | 24   | 28   | 35   | 50   | 85   | 100  | 105  | 135  | 180  | 200   | 300  | 400  | 500  | 600  | 800  | (1200) |
| 対角線 (°)    | 114.2 | 94.5 | 84.1 | 75.4 | 63.4 | 46.8 | 28.6 | 24.4 | 23.3 | 18.2 | 13.7 | 12.36 | 8.25 | 6.19 | 4.96 | 4.13 | 3.10 | (2.07) |
| 垂直 (°)      | 81.2  | 61.9 | 53.1 | 46.4 | 37.8 | 27.0 | 16.1 | 13.7 | 13.0 | 10.2 | 7.63 | 6.87  | 4.58 | 3.44 | 2.75 | 2.29 | 1.72 | (1.15) |
| 水平 (°)      | 104.3 | 84.0 | 73.7 | 65.5 | 54.4 | 39.6 | 23.9 | 20.4 | 19.5 | 15.2 | 11.4 | 10.29 | 6.87 | 5.15 | 4.12 | 3.44 | 2.58 | (1.72) |

#### フォーマット別の35mm判換算の焦点距離イメージ
APS-Hサイズ・APS-Cサイズ・フォーサーズシステム（マイクロフォーサーズシステム）のDSLRは、35mmフルサイズDSLRに比べて、イメージセンサーのサイズが小さく、焦点距離に対する画角は狭くなる。よって、35mm判換算の焦点距離イメージ（有効撮影画角）は望遠よりとなる。
35mm判の焦点距離との換算は、撮像素子の有効サイズから算出される係数を掛ければ得られる（カメラのモデル毎に有効サイズが微妙に異なるとして「近似値」などと表現する者もいる）。

#### 魚眼レンズ
魚眼レンズは透視投影でない投影をおこなうレンズであり、魚眼レンズの定義自体は画角と関係ない。一方で魚眼レンズは透視投影の限界である画角180°を超えた撮影が可能なため、魚眼レンズというと超広角撮影が連想されることも多い。

## 演出
画角を利用した様々な写真・映像演出が存在する。
ズームによる画角変化はその1つである。画角を狭くしていくカメラワークをズームイン（ズームアップ）、画角を広くしていくカメラワークをズームアウト（ズームバック）という。
画角を 90°以上に広げることで、映し出される世界を意図的に広く見せ体感速度を上げる演出がある。例えば一人称視点のレースゲームで速度を上げるのと合わせて徐々に行ったり、何らかの「ターボブースト」のような設定でそのような状態になるようにする。具体的には Grand Theft Auto: San Andreasでこのような技法が使われている。
情報が得られる範囲（=視野）を広げる意図で画角を広げる演出・プレイテクニックも見られる。ファーストパーソン・シューティングゲームはその一例である。逆に画角を狭めることでダメージや視野狭窄、恐怖感を演出する場合もある。

## angle of coverage
angle of coverage はレンズから焦点面に投影する際の角度である。
angle of coverage と画角（英: Angle of view）を混同している場合が多く見受けられる。
angle of coverage はビューカメラでの写真技術に登場する。ビューカメラではレンズの映像が円形であるため、フィルムの寸法よりも大きな円として投影されなければならない。レンズとフィルムの距離が固定されているカメラでは、レンズから投影される像が撮像面とずれることはなく、常に全面に像が投影される。
円形の像を撮影する魚眼レンズは、angle of coverage が通常よりも狭くなっている例である。円形フレームの魚眼レンズの画角はフルフレーム撮影の魚眼レンズとほとんど同じ程度だが、フィルムに投影される像の角度が狭いため、円形の像となり、フィルム全体は使用しない。